# Valérie Tasso
Valérie Tasso (* 23. Januar 1969 in Champagne-Ardenne, Frankreich) ist eine französisch-spanische Autorin, Sexualforscherin und ehemalige Prostituierte.

## Leben
Valérie Tasso studierte Wirtschaftswissenschaften und Moderne Sprachen an der Universität Straßburg, wo sie auch Master of Business Administration erhielt. Außerdem schloss sie 2006 ein Studium der Sexualwissenschaften an der Universidad de Alcalá in Madrid ab. Letzteres Studium folgte auf ihren Erfahrungen, die sie notgedrungen wegen hoher Schulden sechs Monate von 1999 bis 2000 als Prostituierte machte. Ihre Erfahrungen schrieb sie in dem 2003 veröffentlichten autobiografischen Roman Diario de una ninfómana nieder, welcher 2005 als Tagebuch einer Nymphomanin im Ullstein Verlag erschien. Er wurde später in 15 Sprachen übersetzt und verkaufte sich bis 2008 über eine halbe Million Mal. Ende 2008 erschien die gleichnamige Verfilmung ihres Erstlingswerks in Spanien mit Belén Fabra in der Hauptrolle.
Seitdem schrieb sie sechs weitere Bücher über Sexualität, wovon mit Paris bei Nacht und Dimensionen der Lust bisher zwei in deutscher Sprache erschienen. Für das letztgenannte Werk recherchierte sie zum Thema BDSM, wobei sie unter anderem längere Zeit mit tschechischen Dominas in Prag verbrachte. Außerdem hält sie Vorträge und nimmt an wissenschaftlichen Symposien teil.
Seit 1992 lebt sie in Barcelona und seit 2009 ist sie mit dem Maler und Philosophen Jorge de los Santos liiert. Ihre Bücher schreibt sie ausschließlich in spanischer Sprache.

## Werke
- Diario de una ninfómana. 2003.
  - Tagebuch einer Nymphomanin. Der Skandal-Bestseller. Ullstein, Berlin 2005, ISBN 3-548-36780-1.
- Paris la nuit. 2004.
  - Paris bei Nacht. Ullstein, Berlin 2006, ISBN 3-548-36838-7.
- El otro lado del sexo. 2006.
  - Dimensionen der Lust. Ullstein, Berlin 2007, ISBN 3-548-36931-6.
- Antimanual de sexo. 2008.
- Sabré cada uno de tus secretos. 2010.
- Diario de una mujer pública. 2011.
- El método Valerie. 2013.